# العودة للديار (فلم)
العودة للديار (بالإنجليزية: Coming Home) هو فيلم دراما تم إنتاجه في الولايات المتحدة وصدر في سنة 1978.

## طاقم التمثيل
- جين فوندا
- جون فويت
- بروس ديرن

### ترشيحات وجوائز
| السنة | الحدث | الفئة             | النتيجة |
| ----- | ----- | ----------------- | ------- |
|       |       | أوسكار أفضل ممثلة | فوز     |

## الميزانية والإيرادات
بلغت تكلفة إنتاج الفيلم حوالي 3 ملايين دولار بينما حقق أرباحا تقدر بـ 32,653,905 دولار.

## وصلات خارجية
- مقالات تستعمل روابط فنية بلا صلة مع ويكي بيانات

1. ↑  Pallot، James؛ Monaco، James (يونيو 1995). The Movie Guide. Berkeley Pub. Group. ص. 150. ISBN:978-0-399-51914-7. مؤرشف من الأصل في 2014-06-28.
2. ↑  Dawson، Nick (30 يونيو 2009). Being Hal Ashby: Life of a Hollywood Rebel. University Press of Kentucky. ص. 372. ISBN:0-8131-3919-8. مؤرشف من الأصل في 2020-02-11.
3. ↑  AFI's 100 Years...100 Movies Nominees نسخة محفوظة 21 يوليو 2017 على موقع واي باك مشين. [وصلة مكسورة]